# Stenischia rhadinopsylloides
Stenischia rhadinopsylloides är en loppart som beskrevs av Smit 1975. Stenischia rhadinopsylloides ingår i släktet Stenischia och familjen mullvadsloppor. Inga underarter finns listade i Catalogue of Life.